# NGC 4115
NGC 4115 é uma estrela na direção da constelação de Coma Berenices. O objeto foi descoberto pelo astrônomo John Herschel em 1826, usando um telescópio refletor com abertura de 18,6 polegadas. 